# Zurück aus der Hölle
Zurück aus der Hölle (Originaltitel: In Country) ist ein 1989 in den Vereinigten Staaten gedrehter Spielfilm um einen Vietnam-Veteranen. Das Drama basiert auf dem 1985 veröffentlichten Roman Geboren in Amerika (Originaltitel: In Country) von Bobbie Ann Mason.

## Inhalt
Samantha lebt in einer verschlafenen Kleinstadt im Bundesstaat Kentucky. Sie ist gelangweilt von ihrem Freund und ihrem Leben in dem kleinen Nest. Die größten Probleme bereitet ihr aber der eigene Vater, der im Vietnamkrieg gefallen ist, bevor sie geboren wurde. Sie möchte mehr über ihren Vater und den Krieg, in dem er gefallen ist, erfahren und die Mauer des Schweigens durchbrechen. Ihr Onkel Emmett, bei dem sie lebt, hilft ihr dabei, dieses Thema aufzuarbeiten. Emmett war ebenfalls im Krieg gewesen und leidet heute unter psychischen Problemen. Zusammen versuchen sie, die Geschichte des Krieges zu bewältigen.
Zunächst findet Samantha Briefe ihres Vaters an ihre Mutter. Nach der Lektüre dringt sie weiter auf Emmett ein, ihr mehr über den Krieg zu erzählen, was dieser verweigert. Sie trennt sich von ihrem Freund und beginnt eine Affäre mit einem Freund von Emmett, ebenfalls Vietnam-Veteran, die aber ohne Zukunft ist. Sie erfährt von der Existenz von Tagebüchern, die ihr Vater geschrieben hat und bei dessen Eltern lagern. Sie liest diese durch und Emmett öffnet sich etwas und offenbart seine Vorwürfe, die er sich macht, weil er den Krieg überlebte. Samantha geht am Ende auf das Angebot ihrer Mutter ein, bei ihr zu leben und gemeinsam aufs College zu gehen. Dann brechen sie, Emmett und die Mutter ihres Vaters auf zum Vietnam Veterans Memorial, um ihrem Vater erstmals dort ihre Reverenz zu erweisen. Alle drei verabschieden sich und Emmett nutzt die Gelegenheit, um sich ebenso von seinen Kameraden zu verabschieden.

## Auszeichnungen
Bruce Willis wurde für seine Darstellung des Emmett Smith mit einer Nominierung für den Golden Globe für die beste Nebenrolle bedacht.

## Kritiken
„Ein leises Drama mit guten Darstellern, das vorführt, daß die Beharrlichkeit der jüngeren Generation das Tabu-Thema Vietnam überwinden helfen kann. Zunächst unspektakulär und sympathisch, dann immer konstruierter und hölzerner, so daß die innere Spannung nachläßt.“